# Francesco I. Sforza
Francesco I. Sforza (česky: František I. Sforza, 23. července 1401, San Miniato – 8. března 1466, Milán) byl italský vojevůdce (condottiero) a první milánský vévoda z rodu Sforzů.

## Životopis
Narodil se ze vztahu hraběte z Contignoly, pána Beneventa a Manfredonie Muzia Attendola zvaného Sforza (1369 – 1424) s Lucií Terzani da Marsciano.

### Kondotiér
Jako kondotiér bojoval ve službách několika italských knížat (panovníků) - neapolských králů i papežů. V r. 1425 nakonec vstoupil do služeb milánského vévody Filipa Viscontiho. V jeho službách strávil přes 20 let (1425 - 1447). Vztahy s milánským vévodou se mu podařilo upevnit svatbu s vévodovou dcerou Blankou.

### Boj o nadvládu nad Milánem
Přestože by se mohlo zdát, že si Francesco zajistil svatbou s dědičkou milánského vévodství automaticky vládu nad městem, situace se pro Sforzu zkomplikovala. Milán totiž po smrti Filipa (†1447) vyhlásil tzv. Ambrosiánskou republiku a vypukla tak válka o dědictví milánské (1447–1450). Ta skončila vítězstvím Franceska Sforzy. Po dlouhém obléhání se vyhladovělí Miláňané rozhodli otevřít své brány a přijmout Franceska Sforzu pánem města (25. března 1450).

### Vévoda milánský
Jako vévoda se v zahraniční politice mohl opřít především o podporu, kterou mu poskytoval Cosimo Medicejský, pán Florencie. Po míru v Lodi (1454) se jeho pozice ještě více upevnila, zvláště po ovládnutí Janova (1464 - 1477).

## Manželství a potomci
Poprvé se oženil v roce 1418 s montaltskou hraběnkou Polissenou Ruffo (1400–1420). Narodilo se jim jedno dítě:
- Antonie (1419–1420)

25. října 1441 se oženil s o 24 let mladší Blankou Marií (1425–1468), nemanželskou dcerou milánského vévody Filipa Marii Viscontiho. V manželství se narodilo 8 dětí:
- Galeazzo Maria (24. ledna 1444 – 26. prosince 1476), milánský vévoda,
⚭ 1466 Dorotea Gonzagová (6. prosince 1449 – 20. dubna 1467)
⚭ 1468 Bona Savojská (10. srpna 1449 – 23. listopadu 1503)
- Ippolita Maria (18. dubna 1446 – 20. srpna 1488), ⚭ 1465 Alfons (4. listopadu 1448 – 18. prosince 1495), vévoda z Kalábrie, jako Alfons II. od roku 1494 až do své smrti král neapolský
- Filip Maria (1445 – 1492), korsický a pavijský hrabě
- Sforza Maria (18. srpna 1449 – 1479), barijský vévoda
- Lodovico (27. července 1452 – 27. května 1508), milánský a barijský vévoda, ⚭ 1491 Beatrice d'Este (29. června 1475 – 3. ledna 1497)
- Ascanio Maria (3. března 1455 – 28. května 1505), kardinál
- Alžběta Marie (1456–1472), ⚭ 1469 monferratský markrabě Vilém VIII.
- Ottaviano Maria (1458–1477), luganský vévoda

Kromě výše zmíněných potomků z tohoto manželství měl i celou řadu dětí nemanželských, odhadovaný počet se pohybuje mezi 22 až 120.
- Tristan (1424–1477), matkou Giovana d'Acquapendente ∞ 1451 Beatrice d'Este
- Isolea (asi 1425–1485/87), matkou Giovana d'Acquapendente ∞ 1439 atriský vévoda Andrea Matteo II. d'Acquaviva
- Polixena (1428–1449), ∞ 1441 Sigismondo Pandolfo Malatesta, pán Rimini
- Sforza II. (1433–1491), matkou Giovana d'Acquapendente, guvernér Piacenzy a hrabě z Borgonuova ∞ 1451 Antonie Dal Verme
- Drusiana (30. září 1437 – 29. června 1474), ⚭ 1447 janovský dóže Giano I. Fregoso
- Fiordelisa (1447–1522) ∞ 1466 Guidaccio Manfredi, pán Imoly a Faenzy
- Giovanni Maria (1461–1520), janovský arcibiskup